# Parietaria roschanica
Parietaria roschanica är en nässelväxtart som beskrevs av Alexander Viktorovich Jarmolenko och S.S. Ikonnikov. Parietaria roschanica ingår i släktet väggörter, och familjen nässelväxter. Inga underarter finns listade i Catalogue of Life.